# Matha
Matha ist eine französische Gemeinde mit 2.202 Einwohnern (Stand: 1. Januar 2022) im Département Charente-Maritime in der Region Nouvelle-Aquitaine.
Die Gemeinde erhielt die Auszeichnung „Zwei Blumen“, die vom Conseil national des villes et villages fleuris (CNVVF) im Rahmen des jährlichen Wettbewerbs der blumengeschmückten Städte und Dörfer verliehen wird.

## Lage
Der Ort Matha liegt etwa 19 km (Fahrtstrecke) südöstlich von Saint-Jean-d’Angély und etwa 23 km nördlich von Cognac im Norden der Kulturlandschaft der Saintonge. Die Entfernung nach Saintes beträgt ca. 37 km in südwestlicher Richtung. Der Ort gehört zum Weinbaugebiet der Fins Bois innerhalb der Weinbauregion Cognac. Eine Schleife des Flusses Antenne, der den Ort westlich und nördlich passiert, gewährte einen gewissen Schutz vor feindlichen Übergriffen.

## Bevölkerungsentwicklung
| Jahr      | 1800 | 1851 | 1901 | 1954 | 1999 | 2016 | 2020 |
| Einwohner | 714  | 2125 | 2034 | 2054 | 2082 | 2154 | 2178 |

Trotz der Mechanisierung der Landwirtschaft, und der Aufgabe bäuerlicher Kleinbetriebe und des daraus resultierenden Verlusts an Arbeitsplätzen ist die Bevölkerungszahl seit der Mitte des 19. Jahrhunderts in etwa stabil geblieben.

## Wirtschaft
Wein und Getreide (Gerste, Weizen) wurden bereits im Mittelalter angebaut – in der Regel für den Eigenbedarf; ein oder zwei Schweine sowie ein paar Hühner gehörten zu jedem Bauernhof dazu. Darüber hinaus wurden – zur Herstellung von Geweben, Seilen etc. – Pflanzenfasern aus Hanf und Lein produziert, für deren Herstellung viel Wasser benötigt wurde.
Wichtigster Erwerbszweig in der Region ist heutzutage der Weinbau und die Destillation von Wein zu Eau de vie, dem Grundstoff zur Cognac-Herstellung. Die in Matha ansässige Destillerie Léopold Brugerolle ist seit 1847 auf die Herstellung eines Mandellikörs (Sève Feu de Joie) auf der Basis von Eau de vie spezialisiert; daneben wird auch der Pineau des Charentes produziert. Arbeitsplätze gibt es auch in der Möbelherstellung und in der Fabrikation von Agrarmaschinen.

## Geschichte
Bereits im Jahr 866 ließ der damalige Graf von Angoulême, Wulgrin, ein castrum zur Abwehr der Normannen erbauen. Im Jahr 1220 heiratete die vormalige englische Königin Isabella den Grafen Hugo X. von Lusignan. Im Jahr 1242 übergab sie die Herrschaft über Matha an ihren Sohn aus erster Ehe Heinrich III., der sofort nach Frankreich übersetzte, um seine Besitzansprüche geltend zu machen. König Ludwig IX. und Alfons von Poitiers zogen gemeinsam in den Südwesten des Landes und belagerten Matha, das sich schnell ergab. In der Schlacht bei Taillebourg wurden die Engländer am 21. Juli 1242 geschlagen und nach Saintes zurückgedrängt, wo sie einen Tag später erneut besiegt wurden. Im Hundertjährigen Krieg wechselte Matha mehrfach den Besitzer.
Im Jahre 1649 übergab Ludwig XIV. die Stadt, die sich auf die Seite der Fronde gestellt hatte, in die Hände seines treuen Vasallen Charles de Bourdeilles. Ein Register aus dem Jahr 1686 ermittelte für Marestay 178 Feuerstellen und für den Ortsteil Saint-Hérie 161 Feuerstellen. Haupterwerbsquellen waren der Anbau von Wein und Getreide.
Im Jahr 1801 wurden die Ortsteile Matha und Marestay zu einer Gemeinde zusammengeschlossen; Saint-Hérie und einige kleinere Dörfer kamen 1818 hinzu. Ende des 19. Jahrhunderts vernichtete die Reblaus (phylloxera) nahezu sämtliche Weinstöcke.

## Sehenswürdigkeiten

### Sonstige

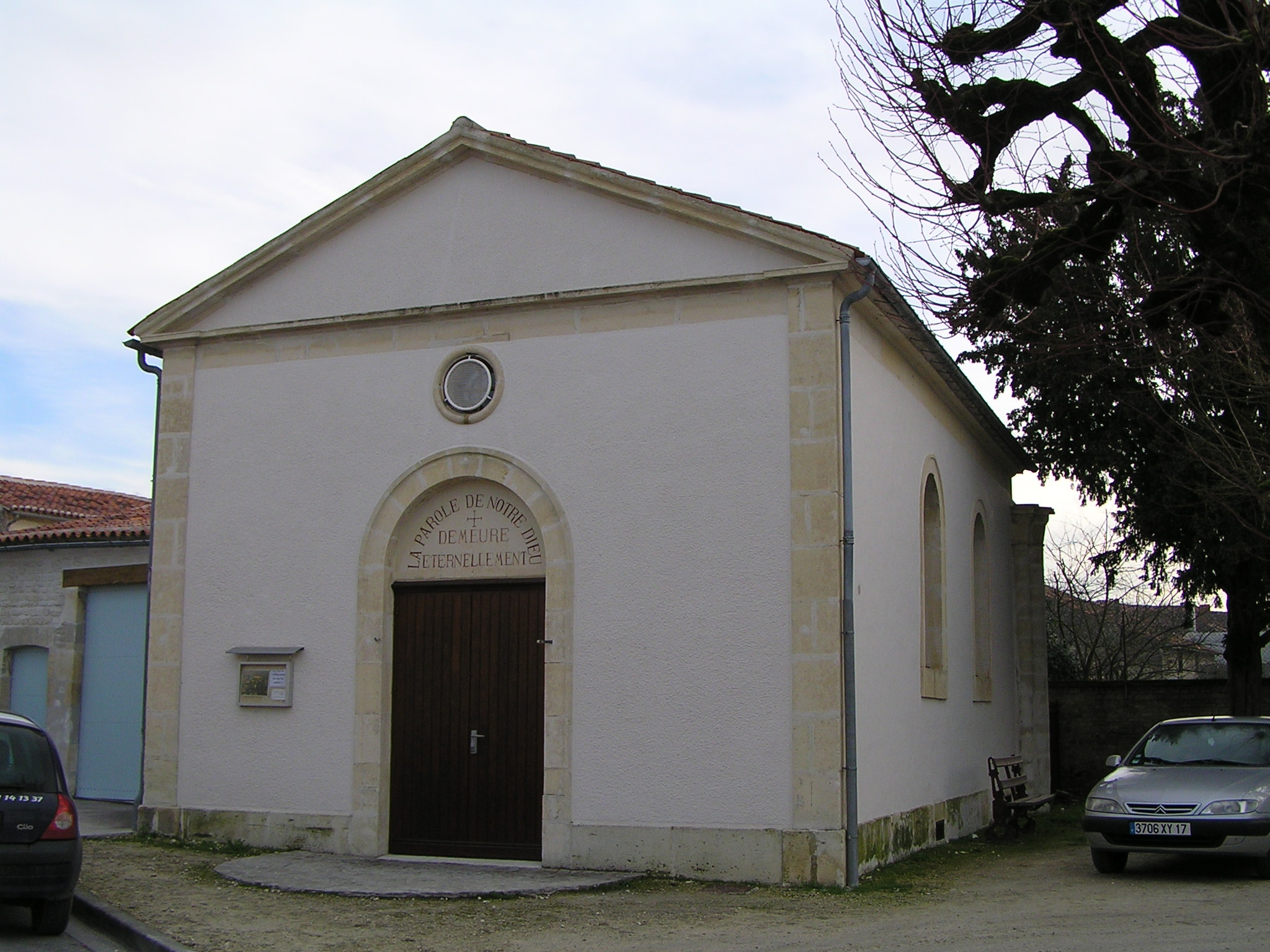
Protestantische Kirche

- Das Schloss Matha fiel der Französischen Revolution zum Opfer; es war ein Renaissancebau aus dem 16. Jahrhundert. Der erhaltene Torbau zeigt sowohl mittelalterliche Maschikulis als auch frühneuzeitliche Elemente (Rechteckfenster mit Rundgiebeln). Fassaden und Dächer wurden 1952 als Monument historique klassifiziert, alle anderen Bestandteile im Jahre 1948 als Monument historique eingetragen.[2]
- Ehemals waren in Matha viele Hugenotten ansässig, die allesamt Anfang des 17. Jahrhunderts nach der Aufhebung des Edikts von Nantes durch Ludwig XIV. aus Frankreich vertrieben wurden. Davor und danach wurden nahezu sämtliche protestantischen Gotteshäuser zerstört. Der schlichte Kirchenbau (temple) im Ortsteil Matha stammt aus dem 19. Jahrhundert. Im Bogenfeld über dem Portal findet sich kein Figurenschmuck, sondern lediglich ein Kreuz mit der umgebenden Inschrift La Parole de Notre Dieu demeure éternellement („Das Wort unseres Gottes währt ewig“).